# Скидс
„Скидс“ (на английски: Skids) е шотландска пънк рок група.
Създадена е през 1977 година в Дънфърмлин, графство Файф. Постига значителен, но недълготраен успех след 1979 година, като стилът ѝ се доближава до арт пънка. Групата се разделя през 1982 година, като се събира неколкократно за концерти в началото на 21 век.